# Gorlice (stad)
Gorlice is een stad in het Poolse woiwodschap Klein-Polen, gelegen in de powiat Gorlicki. De oppervlakte bedraagt 23,56 km², het inwonertal 28.707 (2005).

## Verkeer en vervoer
- Station Gorlice
- Station Gorlice Glinik

## Partnersteden
- Bardejov (Slowakije)

Stadsdistricten:
Krakau (Kraków) · Tarnów · Nowy Sącz

Districten:
Bochnia · Brzesko· Chrzanów · Dąbrowa Tarnowska · Gorlice · Krakau · Limanowa · Miechów · Myślenice · Nowy Sącz · Nowy Targ · Olkusz · Oświęcim · Proszowice · Sucha · Tarnów · Tatra · Wadowice · Wieliczka

Grootste steden:
Bochnia · Chrzanów · Gorlice · Krakau · Nowy Sącz · Nowy Targ · Olkusz · Oświęcim · Tarnów · Zakopane